# Nil Darko Ankrah
Nil Darko Ankrah – ghański piłkarz grający na pozycji obrońcy. W swojej karierze rozegrał 3 mecze w reprezentacji Ghany.

## Kariera klubowa
W swojej karierze piłkarskiej Ankrah grał w klubach Great Olympics i Dawu Youngstars FC.

## Kariera reprezentacyjna
W reprezentacji Ghany Ankrah zadebiutował 15 stycznia 1992 roku w wygranym 1:0 meczu Pucharu Narodów Afryki 1992 z Zambią, rozegranym w Ziguinchorze. W tym turnieju rozegrał również dwa inne mecze: grupowy z Egiptem (1:0) i półfinałowy z Nigerią (2:1). Z Ghaną wywalczył wicemistrzostwo Afryki. Mecze w Pucharze Narodów Afryki były zarazem jego jedynymi w kadrze narodowej.